# Jim Garrison

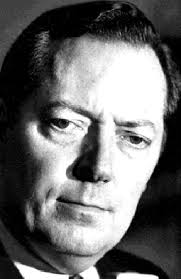
Jim Garrison

James Carothers „Jim“ Garrison (* 20. November 1921 als Earling Carothers Garrison in Denison, Iowa; † 21. Oktober 1992 in New Orleans, Louisiana) war Bezirksstaatsanwalt von New Orleans von 1962 bis 1973. Weltbekannt wurde er für seine Untersuchungen in Zusammenhang mit dem Attentat auf John F. Kennedy. Seine Ermittlungen sind Thema und Inhalt des Spielfilms JFK – Tatort Dallas von Oliver Stone.

## Leben
Jim Garrison, in einer Rechtsanwaltfamilie aufgewachsen, trat mit 19 Jahren in die US Army ein und wurde zum Piloten ausgebildet und nahm im Zweiten Weltkrieg an Aufklärungsflügen auf dem europäischen Kriegsschauplatz teil. Nach dem Krieg trat er der Nationalgarde bei, studierte Jura an der Tulane University in New Orleans. Von 1949 bis 1951 war er in Seattle und Tacoma Mitarbeiter des FBI. Anschließend kehrte er zur Nationalgarde zurück, wurde aber nach kurzer Zeit aus gesundheitlichen Gründen entlassen. Er arbeitete im Anschluss als Strafverteidiger für eine Rechtsanwaltskanzlei, bevor er 1954 zum Assistenten des Staatsanwalts von New Orleans wurde. 1961 wurde er selbst zum Staatsanwalt gewählt und im Mai 1962 als Staatsanwalt vereidigt.
Garrison setzte die bereits von Vorgängern betriebene Kampagne zur Säuberung des Rotlichtviertels im French Quarter fort und schloss die letzten Bordelle sowie die Glücksspiel- und Nepplokale. 1962 griff Garrison die Strafrichter der Stadt öffentlich an. Er warf ihnen vor, finanzielle Mittel für verdeckte Ermittlungen zu verweigern, die Prozesse zu verschleppen und Angeklagte freizusprechen. Schließlich beschuldigte er sie, unter dem Einfluss des organisierten Verbrechens zu stehen, wofür er im Januar 1963 wegen Verleumdung zu einer Geldstrafe verurteilt wurde. Das Urteil wurde durch die Berufungsinstanz bestätigt, jedoch vom Obersten Gericht 1964 aufgehoben, als es den Verleumdungsparagraphen im Strafgesetzbuch von Louisiana, der hinsichtlich der freien Meinungsäußerung für Staatsbeamte strengere Maßstäbe als für den Bürger vorsah, für verfassungswidrig erklärte.
Jedoch sah sich auch Garrison selbst Mafiavorwürfen ausgesetzt. Der umstrittene Autor Gerald Posner schreibt, Garrison habe gegenüber der Mafia selbst nicht durchgegriffen und Kontakte zu dem „Paten von New Orleans“ Carlos Marcello unterhalten, der ihn unter anderem nach Las Vegas eingeladen und beim Erwerb eines Grundstücks geholfen hätte. Als 1965 eine Grand Jury zur Untersuchung der Mafia-Aktivitäten in der Stadt einberufen wurde, habe Garrison erklärt, Marcello sei ein „ehrenwerter Geschäftsmann“ und es gäbe „kein organisiertes Verbrechen in dieser Stadt“. Garrison nannte die Vorwürfe, er stünde mit dem organisierten Verbrechen auf gutem Fuß, „amüsant“ und verwies auf seine Säuberung des Rotlichtviertels; dass Marcello ein „Boss“ sei, habe er erst im Rahmen der Anti-Mafia-Aktionen unter Justizminister Robert F. Kennedy (1961–1964) erfahren. Überdies sei ihm Marcello persönlich gar nicht bekannt.
1965 wurde Garrison mit großer Mehrheit in seinem Amt bestätigt. In den folgenden Jahren erlangte er nationale Berühmtheit mit seinem Versuch, in einem Strafprozess die These des Warren-Reports zu widerlegen, wonach das Attentat auf John F. Kennedy das Werk eines Einzeltäters, Lee Harvey Oswald, gewesen sei. Dabei lud er auch Edward Grady Partin vor, den Hauptbelastungszeugen im Prozess gegen den mafianahen Chef der Teamstergewerkschaft Jimmy Hoffa. Der Historiker David E. Kaiser glaubt, dass Garrison damit Marcello und Santo Trafficante, einem weiteren Mobster, helfen wollte, denen Hoffa stets großzügige Darlehen aus der Pensionskasse seiner Gewerkschaft (Central States Pension Fund) verschafft hatte. Frank Ragano, der Anwalt von Hoffa, Marcello und Trafficante, bot Partin an, Garrison werde ihn in Ruhe lassen, wenn er nicht gegen Hoffa aussage, doch der lehnte ab.
1973 wurde Garrison angeklagt, im Zusammenhang mit illegalen Flipperautomaten Bestechungsgelder angenommen zu haben, wurde aber freigesprochen. Im selben Jahr verlor er seinen Posten gegen Harry Connick, 1978 wurde er zum Richter des Berufungsgerichtes im vierten Gerichtsbezirk von Louisiana (Louisiana’s Court of Appeal for the Fourth Circuit) gewählt, ein Amt, das er erst drei Wochen vor seinem 70. Geburtstag aus gesundheitlichen Gründen aufgab. 1987 spielte Garrison in dem Film The Big Easy – Der große Leichtsinn an der Seite von Dennis Quaid und Ellen Barkin in einer Nebenrolle einen Richter.

## Mordfall Kennedy

### Prozess gegen Clay Shaw
Während seiner Ermittlungen kam Garrison zu dem Schluss, dass John F. Kennedy einer Verschwörung zum Opfer gefallen sein müsse. Er klagte daher im März 1967 den Geschäftsmann Clay Shaw wegen des Verdachts der Verschwörung zum Mord an John F. Kennedy an. Shaw wurde verhaftet und musste fast zwei Jahre auf die Eröffnung der Hauptverhandlung im Januar 1969 warten. Der wichtigste Belastungszeuge, David Ferrie, war im Februar 1967 verstorben. Den Spuren zufolge hatte er eine Überdosis Proloid eingenommen und zwei Abschiedsbriefe hinterlassen, wenn auch nicht unterschrieben. Im Prozess wurden Garrison viele Dokumente und die Vorladung vieler politischer Zeugen verweigert, etwa eine von Allen Dulles, dem ehemaligen Direktor der CIA und Mitglied der Warren-Kommission. Der Zeuge Perry Russo war sich bei seiner Aussage auf einmal nicht mehr sicher, ob er wirklich gehört hatte, wie Shaw, Lee Harvey Oswald und David Ferrie auf einer Party über den geplanten Mord sprachen. Später wurde bekannt, dass Garrison veranlasst hatte, ihm während der Vorermittlungen die so genannte Wahrheitsdroge Thiopental zu verabreichen und ihn zu hypnotisieren. In einem späteren Interview hielt Russo an seiner Darstellung jedoch fest. Ein weiterer Zeuge, Charles Spiesel, bekannte im Kreuzverhör, er fühle sich seit 16 Jahren von einer gewaltigen Verschwörung verfolgt, in der unter anderem die Polizei von New York und sein eigener Psychotherapeut verwickelt seien. Staatsanwalt Garrison bestand darauf, der Jury den der Öffentlichkeit bis dahin unbekannten Zapruder-Film zehn Mal vorzuführen. Nach einer Beratung von nur 45 Minuten erklärten die zwölf Geschworenen am 1. März 1969 einstimmig, dass eine Mittäterschaft Shaws nicht erwiesen sei.
Shaw, dessen bürgerliche Existenz durch die Anklage und die Haft ruiniert worden war, wurde freigelassen. Zwei Tage später allerdings ließ ihn Garrison erneut verhaften, diesmal unter der Anklage des Meineids: Shaw hatte im Prozess unter Eid ausgesagt, er kenne weder Ferrie noch Oswald. Nach einem zweijährigen Verfahren vor einem Bundesgericht wurde am 7. Juni 1971 schließlich eine Verfügung erlassen, die Staatsanwalt Garrison verbot, die Strafverfolgung gegen Shaw fortzusetzen, da sie nicht bona fide erfolgt sei.

### Thesen
Garrison schrieb 1976 den Polit-Thriller The Star Spangled Contract sowie zwei Sachbücher über seine Ermittlungen, 1970 A Heritage of Stone und 1988 On the Trail of the Assassins (dt. Ausgabe 1992: Wer erschoß John F. Kennedy? – Auf den Spuren der Mörder von Dallas). In den Sachbüchern begründete Garrison ausführlich seine Zweifel an der Täterschaft Oswalds:
- Garrison bezweifelte die Täterschaft Lee Harvey Oswalds einerseits aufgrund einer fehlerhaften Beweisführung: Oswald habe die Tat weder gestanden, noch sei er zur Tatzeit im sechsten Stock des Texas School Book Depository – wohl aber kurz darauf im zweiten Stock – gesehen worden. Oswalds Wange habe keine Schmauchspuren aufgewiesen, der ihn identifizierende Handabdruck auf der angeblichen Tatwaffe sei unter zweifelhaften Umständen erfolgt und das Oswald mit der Waffe zeigende Foto eine Fotomontage.
Laut Garrison wiesen die Filmaufnahmen Abraham Zapruders darauf hin, dass die Schüsse Kennedy von vorne getroffen hätten und nicht vom hinter ihm gelegenen Schulbuchgebäude. 51 Zeugen hätten von Schüssen berichtet, die von einem Grashügel am Rande der Dealey Plaza abgegeben worden seien, was aber bei den Untersuchungen der Warren-Kommission unberücksichtigt geblieben sei.[13] Laut Garrison habe das auf der Trage des Gouverneurs von Texas, John Connally, aufgefundene Projektil nicht sieben Wunden verursachen können, woraus Garrison auf die Beteiligung mehrerer Schützen schloss.
- Garrison bezweifelte die Motivlage Oswalds. Dieser sei zwar öffentlich als Marxist-Leninist aufgetreten, habe sich zur Kubanischen Revolution bekannt und um ein Treffen mit Fidel Castro bemüht und einige Jahre in der Sowjetunion gelebt. Er sei aber, so Garrison, auch Mitglied in rechtsgerichteten Organisationen wie den White Russians und der John Birch Society gewesen. Aus der Tatsache, dass sich die auf Oswalds Flugblättern angegebene Adresse und das Büro des ehemaligen FBI-Agenten Guy Banister im selben Gebäude befanden, jedoch mit getrennten Eingängen in verschiedenen Straßen, folgerte Garrison, Oswald habe als verdeckter Agent für Banister gearbeitet, der im Auftrag der CIA kommunistische Organisationen unterwandert habe. Verbindungsmann zwischen den beiden sei der Privatdetektiv David Ferrie gewesen, ein ehemaliger Pilot, der für Banister gearbeitet und Oswald bei der Civil Air Patrol kennengelernt habe. Garrison betrachtete Oswald als Sündenbock – dieser hatte sich selbst nach seiner Verhaftung als solcher bezeichnet –, dem der Mord in die Schuhe geschoben worden sei, um von den eigentlichen Tätern abzulenken, und der dann aus dem Weg geräumt worden sei.
- Garrison bestritt einen kommunistischen Hintergrund der Tat. Kennedy sei, so Garrison, im Kalten Krieg gemäßigt gewesen und seine Ermordung daher nicht von strategischem Vorteil für das kommunistische Lager.
- Eine Verwicklung der Mafia in den Kennedy-Mord, wie sie von mehreren Kritikern des Warren-Reports für wahrscheinlich gehalten wird, bezeichnete Garrison als einen „Mythos“.[14]

### Der FilmJFK – Tatort Dallas
Der Film JFK – Tatort Dallas machte die Welt zum ersten Mal mit vielen Details der Ermittlungen des Staatsanwaltes Jim Garrison bekannt, die er 1966 aufgenommen hatte, nachdem er von einem Senator erfahren hatte, dass in diesen hohen Kreisen Zweifel an der gültigen Version des Attentats kursierten. In dem Film hat Garrison selbst einen kleinen Auftritt als Earl Warren.
Als Vorlage des Films diente sein Buch On the Trail of the Assassins. Zachary Sklar hatte für den Verlag die Herausgabe übernommen und Garrison dazu gebracht, das Buch in die Ich-Perspektive umzuschreiben. Sklar verfasste dann auf dieser Grundlage ein erstes Drehbuch, das von Oliver Stone überarbeitet wurde und schließlich in den Film mündete.

### Kritik
Die Argumentation, die Garrison im Prozess und in den sich anschließenden Publikationen vertrat, wird von vielen Autoren als irreführend, paranoid oder als Verschwörungstheorie angesehen.
Der investigative Journalist Edward Jay Epstein behauptet zum Beispiel in seinem 1969 erschienenen Buch Counterplot, dass der Staatsanwalt an der Zahl 19106, die sich sowohl in Oswalds als auch in Shaws Adressbüchern fand, solange herumgerechnet habe, bis er die Telefonnummer von Oswalds Mörder Jack Ruby „entziffert“ hatte. In Wirklichkeit habe Shaw die Nummer des Postfachs eines Bekannten aufgeschrieben, und Oswalds Notiz hätte aus seiner Zeit in der Sowjetunion gestammt: Es sei also eine bloße Koinzidenz gewesen, dass sich bei beiden dieselbe Zahl fand. Garrison habe aber absichtsvoll genau die Verschlüsselungsalgorithmen ausgewählt, die zu dem gewünschten Ergebnis führten.
Die New York Times nannte Garrisons Verfolgung der Person Shaws „eine der schändlichsten Kapitel in der Geschichte der amerikanischen Rechtsprechung“.
Anthony Summers, der als Drahtzieher des Attentats die Mafia ansieht, bescheinigte Garrison 1980, dass seine Untersuchungen „einige entscheidende Goldfunde an Beweismaterial ans Licht [gebracht] haben, wie der Attentatssonderausschuss des Kongresses 1979 bestätigte.“
1991 kritisierte Summers im Zusammenhang mit der Produktion des Films JFK, der sich bevorzugt auf Garrisons Untersuchungsmaterial stützte, dass Garrisons Vorgehensweise die Zweifel an der Alleintäterschaft Oswalds in ein schlechtes Licht gerückt hätten:

„[…] seine dumme Gaunerei von 1967 mehr war als ein Missbrauch des Justizsystems. Es war ein Missbrauch der Geschichte und mehr als jeder einzelne Faktor [verantwortlich] dafür, dass volle zehn Jahre lang Forscher diskreditiert wurden – zehn Jahre, in denen Zeugen starben und Beweise immer undurchsichtiger wurden.“

Der Politikwissenschaftler Daniel Pipes führt Garrisons Methode, erst eine Schlussfolgerung zu ziehen und die Fakten dann so anzuordnen, dass sie passten (und wenn sie es nicht tun zu behaupten, sie seien von der CIA verändert worden), als typisches Beispiel für eine „paranoide politische Denkweise“ an.
Nach dem Historiker Max Holland folgte Garrison mit seinem Verdacht, Shaw wäre ein wichtiger CIA-Agent, einer sowjetischen Desinformationskampagne: Um den Verdacht von Moskau abzulenken, hätte der sowjetische Geheimdienst KGB falsche Informationen über rechtskonservative Amerikaner in westliche Medien lanciert, namentlich in die italienische Zeitung Paese Sera. Dieser Zeitungsbericht habe Garrison davon überzeugt, er wäre auf der richtigen Spur.
Die Autorin Patricia Lambert will in ihrem Buch False Witness zahlreiche Lügen, Irrtümer und Falschdarstellungen nachgewiesen haben, die Garrison in seinen Büchern verbreitet habe.

## Werke und Literatur
- Jim Garrison: A heritage of stone. Putnam, New York 1970.
- Jim Garrison: The star spangled contract. McGraw-Hill, New York 1976, ISBN 0-07-022890-6.
- Jim Garrison: Wer erschoss John F. Kennedy? Auf der Spur der Mörder von Dallas. Aus dem Amerikan. von Uwe Anton. (Bearb. der Übers.: Heike Rosbach), Lübbe, Gladbach 1992, ISBN 3-7857-0626-X.
- Patricia Lambert: False Witness. The Real Story of Jim Garrison’s Investigation and Oliver Stone’s Film. M. Evans and Co., New York 1998, ISBN 0-87131-920-9.
- Joan Mellen: A Farewell to Justice – Jim Garrison, JFK’s Assassination, and the Case That Should Have Changed History. Washington D.C. 2005, ISBN 1-57488-973-7.